# A doppia faccia
A doppia faccia è un film del 1969 diretto da Riccardo Freda. La sceneggiatura, scritta da Freda con la collaborazione di Lucio Fulci, è ispirata a un racconto di Edgar Wallace.

## Trama
A due anni dal matrimonio, il rapporto tra John Alexander ed Helen è in crisi. La donna infatti sembra essere più interessata all'amica Liz che al marito. Helen possiede il 90 per cento delle quote dell'azienda di famiglia, presso la quale lavora anche John, il quale, in caso di morte della moglie, erediterebbe tutto, lasciando il padre di lei a bocca asciutta. Quando Helen muore tragicamente in un incidente d'auto, John eredita dunque l'intera azienda. Dopo alcuni mesi John vede per caso un film a luci rosse, girato solo pochi giorni prima, nel quale recita una donna velata che ha un segno sul collo uguale a quello che aveva sua moglie. Convinto che si tratti della moglie, si mette alla ricerca della donna, che si fa chiamare La Contessa. La donna misteriosa dà appuntamento a John in una chiesa, e rivela di essere Helen e di essersi nascosta per non dovere mostrare in giro il volto sfigurato. La donna implora John di ucciderla, ma John le toglie la maschera all'improvviso e scopre che sotto si cela Liz. Quest'ultima, d'accordo con il suocero di John, aveva messo in piedi la messinscena per mandare in galera lo stesso John e impadronirsi dell'azienda.

## Colonna sonora
Nella colonna sonora viene più volte ripreso il brano "Non dirmi una bugia" cantato da Silvia Saint Laurent. Marco Giusti, nel suo "Dizionario dei film italiani stracult", lo giudica un "thriller di grande presa".